# José Luis Caminero
José Luis Pérez Caminero (Madrid, 1967. november 8. –) spanyol válogatott labdarúgó.

## Pályafutása

### Klubcsapatban
Madridban született. Pályafutását a Real Madrid Castilla csapatában kezdte 1986-ban. Az 1989–90-es szezonban a Real Valladolidba igazolt. Első gólját 1990. december 16-án szerezte egy Valencia elleni 3–1-es hazai győzelem alkalmával. Négy szezon után, 1993-ban az Atlético Madrid szerződtette. 1996-ban csapatával megnyerte a spanyol bajnokságot és a spanyol kupát is. 1998-ban visszatért korábbi együtteséhez a Real Valladolidhoz és innen is vonult vissza 2004-ben.

### A válogatottban
1993 és 1996 között 21 alkalommal szerepelt a spanyol válogatottban és 8 gólt szerzett. Részt vett az 1994-es világbajnokságon, ahol 3 gólt szerzett. A Bolívia elleni csoportmérkőzésen kétszer talált be. Az 1996-os Európa-bajnokságon a Franciaország elleni csoportmérkőzésen egyenlíteni tudott.

## Sikerei, díjai
Atlético Madrid
- Spanyol bajnok (1): 1995–96
- Spanyol kupa (1): 1995–96

## Külső hivatkozások
- José Luis Caminero – a FIFA adatbázisában
- José Luis Caminero adatlapja a National-Football-Teams.com oldalon (angolul)

- José Luis Caminero (angol nyelven). eu-football.info
- José Luis Caminero (angol nyelven). BDFutbol.com